# Monorail de Sydney
Inauguré le 21 juillet 1988, le réseau de monorail de la ville de Sydney, en Australie, était constitué d'une unique ligne circulaire qui comptait huit stations. Le service cessa définitivement le 30 juin 2013.

## Réseau actuel

### Stations
Le monorail desservait huit stations et il circulait sur un circuit en boucle dans le sens antihoraire:
| Nom               | Image                      | Notes |
| ----------------- | -------------------------- | --- |
| Harbourside       | Harbourside Station        | Située non loin du Harbourside Shopping Centre, à l'extrémité Ouest du Pyrmont Bridge |
| Convention        | Convention Station         | La station desservait le Sydney Convention and Exhibition Centre |
| Paddy's Markets   | Paddy's Markets Station    | Anciennement dénommée Powerhouse Museum. |
| Chinatown         | Chinatown Station          | Située dans le centre commercial de One Dixon Street, elle ouvrit en 2001 sous le nom de Garden Plaza. Elle fut fermée le 26 juillet 2004 et rouvrit sous le nom de Chinatown le 18 décembre 2006. |
| World Square      | World Square Station       | Station temporaire, mise en service jusque 2005. |
| Galeries Victoria | Galleries Victoria Station | Originellement dénommée Park Plaza. |
| City Centre       | City Centre Station        | |
| Darling Park      | Darling Park Station       | La station devait à l'origine se nommer Casino, mais le casino de Sydney fut finalement construit à Pyrmont.                                                                                       |